# THQ Nordic
THQ Nordic – szwedzki wydawca gier komputerowych i przedsiębiorstwo handlu detalicznego z Karlstad. Głównymi produktami firmy są marki pozyskane po upadłości firm JoWooD Entertainment i DreamCatcher Interactive w 2011 roku oraz THQ w roku 2014.

## Historia
Na początku lat 90. Lars Wingefors założył firmę LW Comics sprzedającą używane komiksy. W 1993 roku firma zmieniła profil na gry komputerowe, zakładając małe przedsiębiorstwo wysyłające drogą pocztową używane oprogramowanie i kartridże, które ostatecznie przekształciło się w Nordic Games. Na przestrzeni lat firma dodawała do swojego portfolio nowe produkty, zakładając kilka sklepów w Skandynawii i Finlandii. W 2000 roku brytyjski sklep Gameplay.com (przemianowany później na Game) nabył Nordic Games za 5,96 mln funtów szterlingów. Gdy firma zaczęła mieć kłopoty finansowe, Wingefors odkupił od niej Nordic Games za 1 koronę szwedzką. W 2004 roku firma rozpoczęła nowy projekt sklepów outletowych. Cztery lata później weszła na rynek wydawnictwa gier komputerowych tworząc własną filię wydawniczą Nordic Games Publishing. Jednym z pierwszych sukcesów na polu wydawniczym było nabycie praw do dystrybucji gier z serii We Sing na konsolę Wii.
16 sierpnia 2011 roku Nordic Games Holding ogłosił, że nabył prawa do produktów i marek upadłego JoWooD, w tym do The Adventure Company, które wydawane będą przez nowy oddział holdingu, Nordic Games GmbH. W chwili obecnej prawa wydawnicze do większości gier Nordic Games dzierży Nordic Games Austria, podczas gdy umowy licencyjne zawierane są przez szwedzkie Nordic Games Licensing AB.
W lutym 2012 roku Nordic Games przejęło od Remedy Entertainment prawa do dystrybucji pudełkowej wersji gry Alan Wake w wersji przeznaczonej na komputery osobiste. W maju 2012 Nordic Games nabyło od Game pięćdziesiąt pięć szwedzkich i norweskich sklepów oraz sklepów internetowych.
W kwietniu 2014 firma nabyła prawa do serii gier przygodowych The Black Mirror od upadłego niemieckiego wydawcy dtp entertainment. Następnie od dtp Nordic Games nabyło licencje na gry The Moment of Silence, The Mystery of the Druids i Curse of the Ghost Ship, pierwotnie tworzonych przez niemieckie studio House of Tales, jak również prawa do marek Overclocked: Historia o przemocy i 15 Days. W czerwcu tego samego roku firma nabyła prawa do marek Desperados i Silver od Atari, SA.
Także w kwietniu 2014 roku firma nabyła pozostałe marki upadłego amerykańskiego wydawcy THQ, w tym m.in. do serii Darksiders, Red Faction i MX vs. ATV, z zamiarem rozwijania ich poprzez zlecanie firmom trzecim kolejnych ich odsłon. W czerwcu 2014 roku ogłoszono, że firma nabyła znaki towarowe poprzednio należące do THQ, co pozwoliło na ich użycie w przyszłości i produkowanie gier. W listopadzie 2014 roku firma nabyła również prawa do serii de Blob.
W czerwcu 2015 roku Nordic Games GmbH ogłosiło współpracę ze studiem Piranha Bytes mającą na celu stworzenie Elexa, nowej gry RPG sci-fantasy w otwartym świecie. W sierpniu tego samego roku ogłoszono nabycie praw do Jagged Alliance i innych serii stworzonych przez przedsiębiorstwo bitComposer.
W 2016 roku studio zmieniło nazwę na THQ Nordic. W maju 2019 roku THQ Nordic wykupiło studio Piranha Bytes oraz jego całą własność intelektualną, w tym marki Gothic, Risen oraz Elex.
W sierpniu 2019 roku zarząd przedsiębiorstwa wyszedł z inicjatywą zmiany nazwy grupy na Embracer Group. Celem było odróżnienie spółki od znajdującego się w ich majątku wydawcy – THQ Nordic. Zmiana ta została przyjęta i weszła w życie miesiąc później (zmiana nazwy akcji przedsiębiorstwa nastąpiła 2 października). 20 grudnia 2019 ogłoszono przejęcie przez Embracer Group studia Tarsier Studios.
W lutym 2020 roku THQ Nordic założyło w Bratysławie nowe studio, Nine Rocks Games.

## Studia należące do THQ Nordic
- Grimlore Games (założone w 2013 przez Nordic Games)[24]
- Rainbow Studios (założone w 1986; zamknięte w 2011; ponownie otwarte w 2013)[25]
- Mirage Games Studios (od końca 2016 współpracuje z THQ Nordic)[26]
- Black Forest Games (od sierpnia 2017)[27]
- Pieces Interactive (od sierpnia 2017; zamknięte w czerwcu 2024 r)[28][29]
- Foxglove Studios (od 2017)
- Experiment 101 (od listopada 2017)[30]
- Koch Media (od lutego 2018)
- Volition (od lutego 2018; zamknięte w sierpniu 2023 r)[31]
- Dambuster Studios (od lutego 2018)
- Fishlabs (od lutego 2018)[32]
- HandyGames (od lipca 2018)[33]
- Coffee Stain Studios (od listopada 2018)
- Bugbear Entertainment (od listopada 2018)[34]
- 18point2 (od lutego 2019)[35]
- Warhorse Studios (od lutego 2019)[36]
- Piranha Bytes (od maja 2019; zamknięte w czerwcu 2024 r)[37]
- Milestone (od sierpnia 2019)
- Gunfire Games (od sierpnia 2019)[38]
- Tarsier Studios (od grudnia 2019)
- Nine Rocks Games (założone w lutym 2020)
- Saber Interactive (od lutego 2020; w marcu 2024 sprzedana firmie Beacon Interactive)[39][40]

## Wydane gry
| Tytuł                                               | Rok wydania                | Platformy                                    | Uwagi                       |
| --------------------------------------------------- | -------------------------- | -------------------------------------------- | --------------------------- |
| A Vampire Tale                                      | 2012                       | Windows                                      |                             |
| Alan Wake                                           | 2012                       | Windows                                      | tylko wersja pudełkowa      |
| Alan Wake’s American Nightmare                      | 2012                       | Windows                                      | tylko wersja pudełkowa      |
| Arcania: Upadek Setarrif                            | 2011                       | Windows                                      |                             |
| Arcania: The Complete Tale                          | 2013                       | Xbox 360, PS3                                |                             |
| Black Mirror                                        | 2017                       | Windows, PS4, XONE                           |                             |
| Battle Chasers: Nightwar                            | 2017                       | Windows, PS4, XONE, Switch                   |                             |
| Darksiders Warmastered Edition                      | 2016                       | Windows, PS4, XONE, Wii U                    |                             |
| Darksiders III                                      | 2018                       | Windows, PS4, XONE                           |                             |
| Deadfall Adventures                                 | 2013                       | Windows, Linux, Xbox 360, PS3                |                             |
| Dungeon Lords MMXII                                 | 2012                       | Windows                                      |                             |
| Elex                                                | 2017                       | Windows, PS4, XONE                           |                             |
| Fade to Silence                                     | 2019                       | Windows, PS4, XONE                           |                             |
| Halo Wars 2                                         | 2017                       | Windows                                      |                             |
| Legend of Kay Anniversary Edition                   | 2015                       | Windows, Wii U, Mac                          |                             |
| MX vs. ATV Supercross                               | 2014                       | Windows, Mac, Linux, Xbox 360, PlayStation 3 |                             |
| Painkiller: Recurring Evil                          | 2012                       | Windows                                      | dodatek do gry              |
| Painkiller: Hell & Damnation                        | 2012 (PC) 2013 (X360, PS3) | Windows, Linux, Mac, Xbox 360, PS3           |                             |
| Planetary Annihilation                              | 2014                       | Windows                                      |                             |
| Red Faction: Guerrilla Re-Mars-tered                | 2018                       | Windows, PS4, XONE                           |                             |
| Rochard                                             | 2012                       | Windows, Mac, Linux                          | wersja pudełkowa            |
| Shadowrun Chronicles: Boston Lockdown               | 2015                       | Windows                                      | wersja pudełkowa            |
| SpellForce 2: Demons of the Past                    | 2014                       | Windows                                      |                             |
| SpellForce 2: Faith in Destiny                      | 2012                       | Windows                                      |                             |
| SpellForce 3                                        | 2017                       | Windows                                      |                             |
| SpellForce 3: Soul Harvest                          | 2019                       | Windows                                      |                             |
| The Book of Unwritten Tales                         | 2012                       | Windows, Mac, Linux                          | wydanie na platformie Steam |
| The Book of Unwritten Tales: The Critter Chronicles | 2012                       | Windows, Mac, Linux                          | wydanie na platformie Steam |
| The Book of Unwritten Tales 2                       | 2015                       | Windows, Mac, Linux                          |                             |
| The Dwarves                                         | 2016                       | Windows, PS4, XONE                           |                             |
| The Raven Remastered                                | 2018                       | Windows, PS4, XONE, Switch                   |                             |
| The Raven: Dziedzictwo mistrza złodziei             | 2013                       | Windows, Mac, Linux, Xbox 360                |                             |
| This is the Police 2                                | 2018                       | Windows, PS4, XONE, Switch                   |                             |
| Titan Quest Anniversary Edition                     | 2016                       | Windows, PS4, XONE, Switch                   |                             |
| Titan Quest: Atlantis                               | 2019                       | Windows                                      |                             |
| Titan Quest: Ragnarok                               | 2017                       | Windows                                      |                             |
| Yesterday Origins                                   | 2016                       | Windows, PS4, XONE, Switch                   |                             |
| Zaginięcie Ethana Cartera                           | 2014                       | Windows, PS4                                 |                             |